# Second Time Lucky
Pour plus de détails, voir Fiche technique et Distribution.
Second Time Lucky est un film néo-zélandais réalisé par Michael Anderson, sorti en 1984.

## Fiche technique
- Titre : Second Time Lucky
- Réalisation : Michael Anderson
- Scénario : Ross Dimsey (en), David Sigmund, Howard Grigsby, Allan Burns et Ron Challinor
- Musique : Garry McDonald (en) et Laurie Stone
- Pays de production : Nouvelle-Zélande
- Format : Couleurs - 2,35:1 - Mono
- Genre : comédie
- Durée : 101 minutes
- Date de sortie : 1984

## Distribution
- Diane Franklin (en) : Ève
- Roger Wilson (en) : Adam
- Jon Gadsby (en) : Gabriel
- Robert Helpmann : le Diable
- Robert Morley : Dieu
- David Weatherley : un officier britannique